# 白石将章
白石 将章（しらいし まさあき、1950年1月14日 - ）は北海道函館市出身のプロゴルファー。

## 来歴
1981年にプロへ転向し、同年の千葉県オープンで尾崎直道・浅井教司を抑えて初優勝 。
1989年の北海道オープンでは高橋完・高橋勝成・上原宏一・高見和宏・佐藤正一・野辺地純・内田袈裟彦・田中文雄に次ぐ10位タイに入り、1994年のアコムインターナショナルを最後にレギュラーツアーから引退。
1990年代初頭に、肘の故障による手術で握力が一時期ゼロになり、選手としては難しい立場に立たされるが、何度かアメリカ本土やニュージーランドへ旅をする機会に恵まれる。
旅の経験を生かし、1999年には千葉市で日本で初めての天然芝から打たせる個人レッスンの「白石ゴルフアカデミー」を開校。四街道市の「オカモゴルフ」では無料レッスンを担当。

## 主な優勝
- 1981年 - 千葉県オープン

## 著書
- 政岡としや・白石将章『最強のゴルフ・レッスン』PHP研究所、2003年6月24日、ISBN 4569628842
- 政岡としや・白石将章『ピカイチゴルフ―トッププロの“技”19人に学ぶ』双葉社、2004年4月1日、ISBN 4575296864